# Torneo de la División I de Baloncesto Masculino de la NCAA de 1950
El Torneo de la División I de Baloncesto Masculino de la NCAA de 1950 fue el undécimo que se celebró para determinar el Campeón de la División I de la NCAA. Llegaron 8 equipos a la fase final, disputándose el partido por el campeonato en el Madison Square Garden en Nueva York.
Los ganadores fueron el equipo del City College of New York, que derrotaron en la final a la Universidad Estatal de Carolina del Norte.

## Equipos
| Equipo               | Entrenador      | Puesto final         | Último rival         | Marcador |      |
| Este                 | Este            | Este                 | Este                 | Este     | Este |
| -------------------- | --------------- | -------------------- | -------------------- | -------- | ---- |
| Ohio State           | Tippy Dye       | 3.er puesto Regional | Holy Cross           | G 72-52  |      |
| Holy Cross           | Buster Sheary   | 4º puesto Regional   | Ohio State           | P 72-52  |      |
| North Carolina State | Everett Case    | 3.er puesto          | Baylor               | G 53-41  |      |
| CCNY                 | Nat Holman      | CAMPEÓN              | Bradley              | G 71-68  |      |
| Oeste                |                 |                      |                      |          |      |
| Baylor               | Bill Henderson  | 4º puesto            | North Carolina State | P 53-41  |      |
| Bradley              | Forddy Anderson | Finalista            | CCNY                 | P 71-68  |      |
| BYU                  | Stan Watts      | 3.er puesto Regional | UCLA                 | G 83-62  |      |
| UCLA                 | John Wooden     | 4º puesto Regional   | BYU                  | P 83-62  |      |

## Fase final
* – Denota partido con prórroga.
|  | Cuartos de final | Cuartos de final |            |        | Semifinales | Semifinales |            |              | Final        | Final |  |
|  |                  |                  |            |        |             |             |            |              |              |       |  |
|  |                  |                  |            |        |             |             |            |              |              |       |  |
|  | CCNY             | 56               |            |        |             |             |            |              |              |       |  |
|  | CCNY             | 56               |            |        |             |             |            |              |              |       |  |
|  | Ohio St          | 55               |            |        |             |             |            |              |              |       |  |
|  | Ohio St          | 55               |            | CCNY   | 78          |             |            |              |              |       |  |
|  |                  |                  |            | CCNY   | 78          |             |            |              |              |       |  |
|  |                  |                  | N.C. State | 73     |             |             |            |              |              |       |  |
|  | N.C. State       | 87               | N.C. State | 73     |             |             |            |              |              |       |  |
|  | N.C. State       | 87               |            |        |             |             |            |              |              |       |  |
|  | Holy Cross       | 74               |            |        |             |             |            |              |              |       |  |
|  | Holy Cross       | 74               |            |        |             |             |            | CCNY         | 71           |       |  |
|  |                  |                  |            |        |             |             |            | CCNY         | 71           |       |  |
|  |                  |                  | Bradley    | 68     |             |             |            |              |              |       |  |
|  | Baylor           | 56               | Bradley    | 68     |             |             |            |              |              |       |  |
|  | Baylor           | 56               |            |        |             |             |            |              |              |       |  |
|  | BYU              | 55               |            |        |             |             |            |              |              |       |  |
|  | BYU              | 55               |            | Baylor | 66          |             |            | Tercer lugar | Tercer lugar |       |  |
|  |                  |                  |            | Baylor | 66          |             |            | Tercer lugar | Tercer lugar |       |  |
|  |                  |                  | Bradley    | 68     |             |             |            |              |              |       |  |
|  | Bradley          | 73               | Bradley    | 68     |             |             | N.C. State | 53           |              |       |  |
|  | Bradley          | 73               |            |        |             |             | N.C. State | 53           |              |       |  |
|  | UCLA             | 59               |            |        |             |             |            |              | Baylor       | 41    |  |
|  | UCLA             | 59               |            |        |             |             |            |              | Baylor       | 41    |  |
|  |                  |                  |            |        |             |             |            |              |              |       |  |

### 3.erpuesto Regional
|  | 3.er puesto East Regional |            |    |  |
|  |                           |            |    |  |
|  | Ohio St                   | Ohio St    | 72 |  |
|  | Ohio St                   | Ohio St    | 72 |  |
|  | Holy Cross                | Holy Cross | 52 |  |
|  | Holy Cross                | Holy Cross | 52 |  |

|  | 3.er puesto West Regional |      |    |  |
|  |                           |      |    |  |
|  | BYU                       | BYU  | 83 |  |
|  | BYU                       | BYU  | 83 |  |
|  | UCLA                      | UCLA | 62 |  |
|  | UCLA                      | UCLA | 62 |  |

## Final
| 28 de marzo de 1950 | CCNY Beavers                  | 71–68       | Bradley Braves                  | |  |
|                     | Parciales: 39-32, 32-36       |             |                                 | |  |
|                     | Estadísticas Irwin Dambrot 15 | Reporte Pts | Estadísticas 16 Gene Melchiorre | Pabellón: Madison Square Garden, Nueva York Asistencia: 18.142 espectadores Árbitros: Lou Eisenstein, Ronald Gibbs |  |

| Campeón de la NCAA 1950  |
| ------------------------ |
| CCNY Beavers 1.er título |